# Бандинелли, Волюмнио
Волюмнио Бандинелли (итал. Volumnio Bandinelli; 1598, Сиена, Великое герцогство Тосканское — 5 июня 1667, Рим, Папская область) — итальянский куриальный кардинал. Секретарь мемориальных дат с 16 октября по 31 декабря 1656. Титулярный латинский патриарх Константинополя с 3 июня 1658 по 5 апреля 1660. Магистр Папской Палаты и префект Апостольского дворца с 5 июня 1658 по 5 апреля 1660. Апостольский легат в Романье с 5 мая 1660 по 21 апреля 1664. Кардинал in pectore с 29 апреля 1658 по 5 апреля 1660. Кардинал-священник с 5 апреля 1660, с титулом церкви Санти-Сильвестро-э-Мартино-ай-Монти с 19 апреля 1660 по 5 июня 1667.